# Reischach
Reischach là một đô thị ở huyện Altötting bang Bayern nước Đức. Đô thị Reischach có diện tích 28,46 km², dân số thời điểm ngày 31 tháng 12 năm 2006 là 2615người.